# Dendrophyllia gracilis
Espèce
Dendrophyllia gracilis est une espèce de coraux appartenant à la famille des Dendrophylliidae. Selon la base de données WoRMS, cette espèce est invalide et correspond à Cladopsammia gracilis Milne Edwards & Haime, 1848.